# São Roque (Ponta Delgada)
São Roque ist eine portugiesische Gemeinde (Freguesia) im Kreis (Município) von Ponta Delgada auf der Azoreninsel São Miguel. Der im Osten des Stadtzentrums gelegene Ort ist mit der Metropole zusammengewachsen. Das auf Meereshöhe liegende São Roque hat 4590 Einwohner (Stand 19. April 2021) und verfügt mit der Praia das Milícias über einen der schönen schwarzen Lavasandstrände von São Miguel.

## Belege

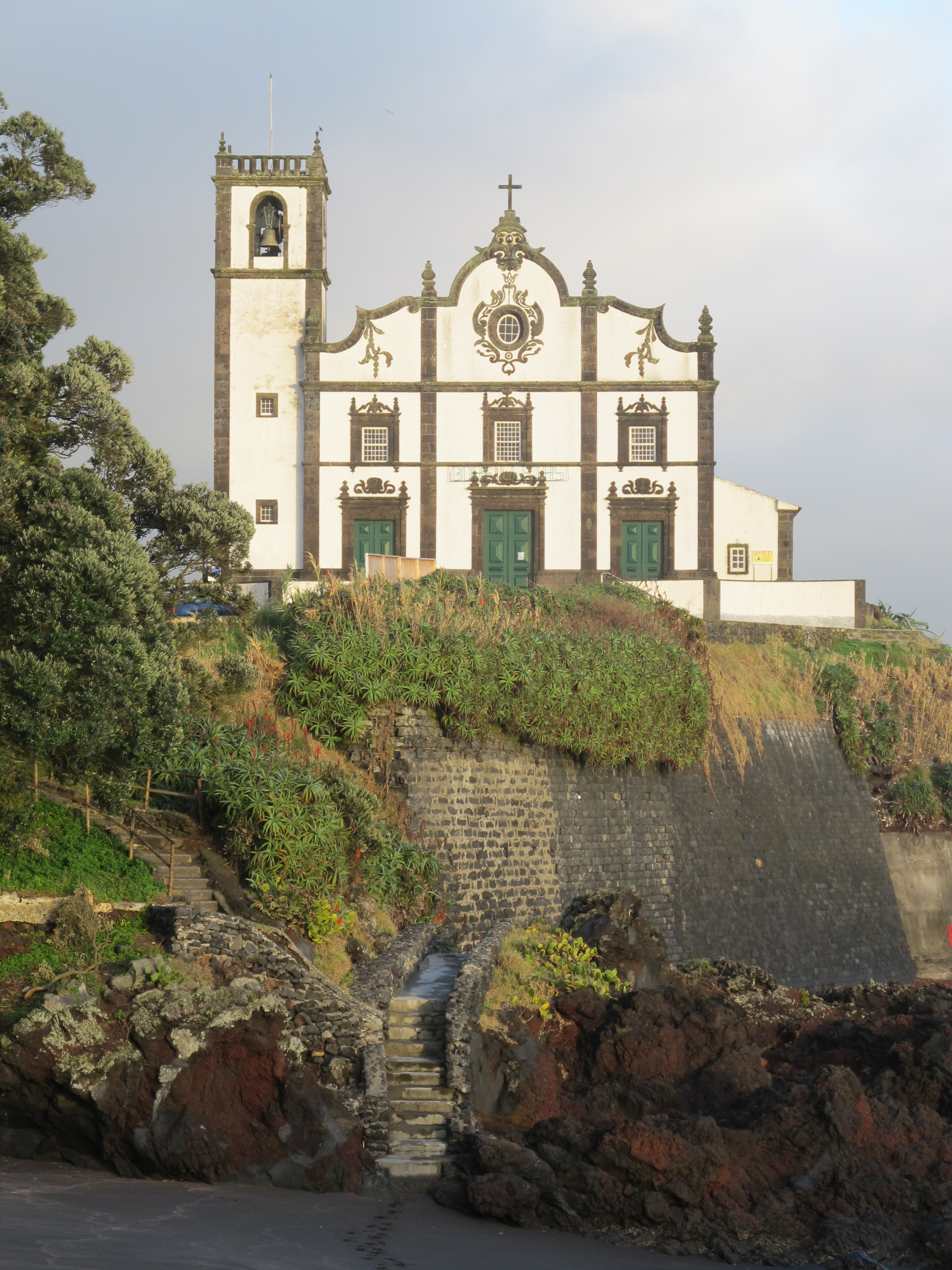
Die Kirche von São Roque

1. ↑  www.ine.pt – Indikator Resident population by Place of residence and Sex; Decennial in der Datenbank des Instituto Nacional de Estatística
2. ↑  Übersicht über Code-Zuordnungen von Freguesias auf epp.eurostat.ec.europa.eu